# Rinyaszentkirály, Somogy
Rinyaszentkirály  este un sat în districtul Nagyatád, județul Somogy, Ungaria, având o populație de 424 de locuitori (2011). 

## Demografie
Componența etnică a satului Rinyaszentkirály
     Maghiari (83,33%)
     Romi (16,67%)
Componența confesională a satului Rinyaszentkirály
     Romano-catolici (59,91%)
     Reformați (8,96%)
     Fără religie (7,78%)
     Necunoscută (23,35%)
Conform recensământului din 2011, satul Rinyaszentkirály avea 424 de locuitori. Din punct de vedere etnic, majoritatea locuitorilor (83,33%) erau maghiari, cu o minoritate de romi (16,67%).  Din punct de vedere confesional, majoritatea locuitorilor (59,91%) erau romano-catolici, existând și minorități de reformați (8,96%) și persoane fără religie (7,78%). Pentru 23,35% din locuitori nu este cunoscută apartenența confesională.